# Mike Rotunda
Lawrence Michael « Mike » Rotunda (né le 30 mars 1958), aussi connu comme Captain Mike Rotundo, Michael Wallstreet et Irwin R. Schyster, est un catcheur (lutteur professionnel) et un producteur américain.
Il commence sa carrière en faisant équipe avec son beau-frère Barry Windham avec qui il devient champion du monde par équipe de la World Wrestling Federation (WWF) à deux reprises. En 1987, le duo quitte la WWF pour la Mid-Atlantic Championship Wrestling (en) qui devient la World Championship Wrestling (WCW) un an plus tard.

## Jeunesse
Après le lycée, Rotunda obtient une bourse universitaire à l'université de Syracuse où il fait partie de l'équipe de lutte ainsi que de l'équipe de football américain,.

## Carrière de catcheur

### Débuts
Rotunda s'entraine pour devenir catcheur avec Dick Beyer aussi connu sous le nom de The Destroyer.

### World Wrestling Federation (1984-1987)
Rotunda et Windham rejoignirent la World Wrestling Federation en 1984 et devinrent The US Express. Ils remportèrent le WWF World Tag Team Championship deux fois, l'emportant la première fois face à Dick Murdoch et Adrian Adonis en janvier 1985. La plus grosse rivalité de la US Express fut avec The Iron Sheik et Nikolai Volkoff, contre qui ils perdirent les titres à WrestleMania I. Pendant cette période, un évènement non prévu se déroula après WrestleMania en Géorgie. Par incident, la US Express récupéra les titres par équipe lors d'un House show du fait que Nikolai Volkoff n'ait pu intervenir rapidement. Les titres ont été regagnés par The Iron Shiek et Nikolai Volkoff à l'House show suivant. Ceci ne fut jamais mentionné. Cependant, la US Express récupéra les ceintures en juin 1985, pour les perdre deux mois plus tard contre Brutus Beefcake et Greg Valentine. Windham quitta la WWF peu de temps après, et Rotunda fit équipe avec « Golden Boy » Dan Spivey comme « The American Express », qui a vu son succès limité en 1986.

### National Wrestling Alliance (1987-1991)
Rotunda quitta la WWF début 1987 et retourna en Floride, où il remporta le NWA Florida Heavyweight Championship en mars. Ici, il connut une rivalité avec la « Shock Troops » de Sir Oliver Humperdink.
Plus tard dans l'année, Rotunda rejoignit la promotion affiliée à la National Wrestling Alliance, la Jim Crockett Promotions, où il s'attarda à un niveau limité comme face avant de devenir heel et rejoindre le Varsity Club de Kevin Sullivan, un groupe de catcheurs dotés de bases de lutte amateure.
Rotunda remporta le NWA World Television Championship de Nikita Koloff en janvier 1988 et finit par redonner le titre de Floride à Steiner. Il engagea ensuite une rivalité avec Jimmy Garvin parce que Sullivan voulait sa femme Precious. Steiner quitta finalement le clan et feuda avec Rotunda, les nouveaux ennemis s'échangeant le titre TV avant que Rotunda ne le perde contre Sting.
« Dr. Death » Steve Williams et Dan Spivey rejoignirent le Varsity Club fin 1988, et Rotunda fit équipe avec Williams pour remporter le NWA World Tag Team Championship des Road Warriors. L'arbitre Theodore Long devint heel pendant le match et effectua un compte trop rapide, permettant à Rotunda et Williams de devenir champions. Long devint un manager après son arbitrage controversé.
En mai 1989, Williams et Rotunda ont perdu leurs ceintures et Rotunda quitta brièvement la NWA. Il revint en 1990 en tant que face, utilisant une gimmick de marin et devenant Captain Mike Rotundo. Il forma un clan constitué de Abdullah the Butcher et Norman the Lunatic qui rivalisait avec le nouveau gang de Kevin Sullivan, le « Sullivan's Slaughterhouse » (Cactus Jack, Buzz Sawyer, et Bam Bam Bigelow).
Mi-1990, Rotunda fut de nouveau heel et devint Michael Wallstreet avec Alexandra York en tant que manager. Ce fut de courte durée, Rotunda quittant la NWA pour un plus gros rôle à la WWF début 1991.

### World Wrestling Federation (1991-1995)
À la WWF, Rotunda devint Irwin R. Schyster (I.R.S.), le personnage qui assura sa célébrité. Irwin R Schyster était un inspecteur des impôts (on le présentait comme venant directement de Washington, D.C.) qui harcelait tous les faces et les fans, leur ordonnant de payer leur taxes. Il était cependant bon technicien sur le ring, ce qui l'amena plus tard à former l'équipe « Money Inc. » avec Ted DiBiase et ensemble les deux hommes remportèrent le WWF World Tag Team Championships trois fois. Le premier succès de Money Inc. se fit aux dépens des Road Warriors, faisant de Rotunda le seul catcheur en équipe à avoir battu les Warriors deux fois pour les titres par équipe. En tant que « I.R.S. », c'est avec Razor Ramon que Rotunda eut sa plus grande rivalité en solo. Il a aussi engagé des feuds avec Tatanka, puis l'Undertaker. Rotunda fit brièvement partie du « Million Dollar Corporation » de DiBiase avant de quitter la WWF pour la World Championship Wrestling.

### World Championship Wrestling (1995-2000)
Quand il revint à la WCW, il reprit son rôle de Michael Wallstreet, ayant des attitudes similaires à celles de Ted DiBiase. Son personnage et ses habilités sur le ring étaient les mêmes que le personnage de I.R.S, mais il ne parvint pas à retrouver le même succès, bien qu'ayant avoir changé son nom en VK Wallstreet (un jeu de mots sur Vincent Kennedy McMahon) et Mister Wallstreet. Il rejoignit brièvement la nWo sur invitation de DiBiase après avoir battu Mike Enos lors de l'édition de WCW Nitro du 09/12/96, et lutté à la All Japan Pro Wrestling et New Japan Pro Wrestling en tant que membre de la « nWo Japan ». Malgré son implication dans la nWo, il fut viré du clan par J.J. Dillion le 21 avril 1997 parce que son contrat avec la nWo était apparemment invalide, mais il continua à se déclarer lui-même comme un « anti-WCW », participant comme un jobber à WCW Saturday Night.
En 1999 il reforma le Varsity Club avec Kevin Sullivan, mais ce club ne retrouva jamais son niveau d'autrefois. Suite en partie aux nombreuses blessures de Rotunda, l'équipe fut finalement dissoute en 2000.

### L'après carrière
Rotunda continua de catcher au Japon avant de prendre sa retraite en 2004 pour monter une compagnie de sécurité avec sa femme (la fille de Blackjack Mulligan).
En 2006 il est engagé par la WWE comme producteur.
Rotunda a aussi un fils (Windham) qui joua dans la NCAA Division 1 college football à la Troy University de Troy, Alabama. Windham est actuellement employé à la WWE sous le nom de Bray Wyatt. Il a également un second fils, lui aussi catcheur à la WWE nommé sous le nom de Bo Dallas.
Lors du 15e anniversaire de Raw, il participe à une bataille royale regroupant 15 anciennes Superstars de la WWE. Il gagne la bataille royale, mais Ted DiBiase survient et le soudoie avec de l'argent pour qu'il lui cède la victoire (« Tout le monde a un prix »).
En 2010, il revient lors du RAW Old School avec Ted DiBiase Sr
Le 15 Avril 2020, la World Wrestling Entertainment annonce son licenciement en raison des restrictions d'effectif dues à la crise de COVID-19 dans le monde. 

## Palmarès
- Championship Wrestling from Florida
  - NWA Florida Heavyweight Championship (3 fois)
  - NWA Florida Southern Heavyweight Championship (2 fois)
  - NWA Florida United States Tag Team Championship (4 fois) avec Barry Windham (3) et Mike Davis (1)

- Maple Leaf Wrestling
  - NWA Canadian Television Championship (1 fois)

- Mid-Atlantic Championship Wrestling
  - NWA World Tag Team Championship (Mid-Atlantic version) (1 fois) avec Steve Williams
  - NWA World Television Championship (3 fois)

- Pro Wrestling Illustrated
  - Classé numéro 164 des 500 meilleurs catcheurs lors du PWI Years de 2003
  - Classé numéro 48 des 100 meilleures équipes avec Barry Windham en 2003
  - Classé numéro 61 des 100 meilleures équipes avec Ted DiBiase en 2003

- World Wrestling Federation
  - WWF World Tag Team Championship (5 fois) avec Barry Windham (2) et Ted DiBiase (3)
  - WWE Hall of Fame (2024) avec les U.S. Express (en)